# 頑劣家族
《頑劣家族》是台灣漫畫家任正華所創作的台灣漫畫作品，在東立出版社《寶島少年》連載期間共發行七冊單行本，1998年改編成電子遊戲。

## 劇情簡介
本作主要是以單元劇的型態表現，內容為由主角「王富貴」一家平時所面臨的各種無厘頭狀況及趣事。

## 主要人物
王富貴
本作主角，為一名唸小學的10歲男孩。個性人小鬼大，喜歡作各種惡作劇。
王火旺
王富貴的爸爸，為某公司的董事長。外型如地痞流氓，常瞞著妻子上酒家。
張秀琴
王富貴的媽媽，身材略為肥胖的婦人，嗜好是購買各種名牌衣裳。
王阿金
王富貴的大姐，為已嫁人的女性。年輕時外表為少女漫畫般的美型風格，出嫁後因承受不了婆家方面的壓力而外型走樣。
王阿銀
王富貴的二姐，臉蛋輪廓為多邊形的模樣，平時嚮往著夢幻的戀愛生活。

## 評價
動漫評論團體傻呼嚕同盟於《動漫2001》一書上，將《頑劣家族》列為值得向讀者推薦的書目清單中，並表示是部以劇中角色來諷刺社會現況、能另讀者共鳴的近代創作漫畫。

## 出版書籍
| 卷數 | 東立出版社     | 東立出版社         |
| 卷數 | 發售日期       | ISBN               |
| ---- | -------------- | ------------------ |
| 1    | 1996年7月20日  | ISBN 957-34-4183-7 |
| 2    | 1996年10月20日 | ISBN 957-34-4290-6 |
| 3    | 1997年2月25日  | ISBN 957-34-4291-4 |
| 4    | 1997年8月15日  | ISBN 957-34-5566-8 |
| 5    | 1997年10月25日 | ISBN 957-34-5567-6 |
| 6    | 1998年6月20日  | ISBN 957-34-5568-4 |
| 7    | 1998年11月25日 | ISBN 957-34-7338-0 |

### 數位漫畫
東立出版社曾於1998年與花旗資訊公司合作，發行以光碟作為收錄作品媒介的數位漫畫，而《頑劣家族》是當時被選定推出在該平台上的作品之一。

## 電子遊戲
1998年《頑劣家族》交由頂尖拍檔公司製作；改編成電子益智遊戲，以《頑劣家族之搶錢任務》作品名上市。
遊戲內容風格是類似《魔法氣泡》型態的方塊遊戲，主要要將遊戲畫面上掉落的錢幣給消除以避免超出方格範圍。在遊玩方法上有採取集點的制度，於過程中能最先存滿一千元點數的玩家即可獲取勝利。
《頑劣家族之搶錢任務》除提供單人劇情、雙人比對模式外，另支援網路連線對戰。